# Адмиралски кускус
Адмиралски кускус (Spilocuscus kraemeri)  е вид бозайник от семейство Лазещи торбести (Phalangeridae).
Той е ендемичен за Адмиралските острови, намиращи се северозападно от остров Нова Гвинея. Това е най-малкият представител на род Петнисти кускуси (Spilocuscus). Женските са с черен гръб, а мъжките са с черни точки на бял фон. И при двата пола главата е с ръждив цвят.